# Премуда
Премуда (хорв. Premuda) — остров возле северного Адриатического побережья.
Площадь острова Премуда — 9,25 км². (примерно 10 км в длину, до 1 км в ширину). Наивысшая точка острова Премуда — 88 м, длина береговой линии — 23,6 км. Он расположен в Хорватии, в жупании Задар к юго-западу от острова Силба. Население острова 58 жителей (2001). В туристический сезон население острова резко возрастает.
Премуда является популярным местом среди туристов. На острове делает остановку паром Задар — Мали-Лошинь.